# HTC
HTC Corporation je tajvanski proizvajalec pametnih telefonov in tabličnih računalnikov s sedežem v Taoyuan City, Tajvan. Sprva so izdelovali pametne telefone, ki so temeljili predvsem na Windows operacijskem sistemu Microsoft Mobile (OS) programske opreme, HTC je razširil svojo pozornost v letu 2009 na napravah, ki temeljijo na Android OS, v letu 2010 pa z Windows Phone OS.
HTC je član Open Handset Alliance, skupina proizvajalcev ročnih pametnih naprav in operaterjev mobilnih omrežij, namenjen razvoju platforme mobilnih naprav Android. HTC Dream, ki ga T-Mobile tržijo v številnih državah, kot so T-Mobile G1 ali Era G1, je prvi telefon na trgu ki je uporabljal platformo Android za mobilne naprave.

## Zgodovina
Cher Wang (王雪红), H.T. Cho (卓 火 土) in Peter Chou (周永明), sta ustanovila HTC leta 1997. Sprva proizvajalec prenosnih računalnikov, HTC je začel oblikovati nekatere od prvih telefonov na dotik na svetu ter brezžičnih ročnih naprav v letu 1998. Podjetje ima bogato dediščino veliko "novosti", vključno ustvarjanju prvega Microsoft-powered pametnega mobilnega telefona (2002) in prvega Microsoftovega telefona 3G (2005). Njihov prvi večji izdelek, eden izmed prvih na svetu pametnih telefonov z zaslonom na dotik, se je pojavil leta 2000. Kot ODM (proizvajalec originalne zasnove) za HP in Palm, je HTC izdeloval za HP iPAQ in Palm Treo 650. V letu 2007 je HTC pridobil mobilne naprave podjetja Dopod International.
V juniju 2010 je družba začela z proizvajanjem HTC Evo 4G, prvi 4G telefon, ki je bil v Združenih državah Amerike. V juliju 2010, je HTC  napovedal, da bo začel prodajati pametne telefone na Kitajskem pod lastno blagovno znamko v partnerstvu z China Mobile. Leta 2010 je HTC prodal več kot 24,6 milijona mobilnih telefonov, kar je za 111% več kot leta 2009.
Podjetje je zmagalo na Mobile World Congress 16. februarja 2011, GSMA imenom HTC "Device Proizvajalec of the Year" za leto 2011. Aprila 2011 je tržna vrednost podjetja presegel Nokio, zaradi česar je HTC tretji največji proizvajalec pametnih telefonov na svetu, takoj za Apple in Samsung.
6. julija Leto 2011 je bilo napovedano, da bo HTC opravil nakup deleža VIA Technologies na področju S3 Grafike in tako postalo večinski lastnik S3. Komisija je 6. avgusta 2011 prodala delež, HTC je tako pridobil Dashwire za $ 18,5 milijonov. V avgustu 2011, je HTC potrdil načrt za strateško partnerstvo z Beats Electronics, ki vključuje prevzem 51 odstotkov delnic.
Leta 2011 je Best Global Brands uvrstil HTC na # 98 mesto in jo vrednotijo na 3,6 milijarde $.
Na podlagi raziskovalcev Canalys, v Q3 2011 HTC Corporation je postal največji prodajalec pametni telefon v ZDA s 24-odstotnim tržnim deležem, pred Samsungov 21 odstotkov, Apple Inc 's 20 odstotkov in BlackBerry 9 odstotkov. HTC Corporation proizvaja različne modele za vsakega operaterja.
V začetku leta 2012, je HTC izgubil veliko  ameriškega tržnega deleža zaradi povečane konkurence Samsunga in Apple Inc. Po mnenju analitika podjetja comScore, je HTC-jev delež znašal le 9,3% na trgu Združenih Držav Amerike od februarja 2013. Mnogi analitiki menijo,da HTC-jev najnovejši paradni telefon, HTC One, predstavlja veliko priložnost za zmago nazaj med stranke. Ta telefon družbi veliko pomen, saj je trenutno izvršni direktor Peter Chou povedal vodstvu, da bo odstopil, če se telefon ne bo dobro prodajal. Vendar pa so prvi rezultati 2013 za prvo četrtletje videli svoj upad  dobička za 98,1%, kar je najmanjši dobiček doslej za HTC. Eden od dejavnikov za padec  je zamuda pri začetku HTC One

## Patentne vojne
Glavni izdelki: pametni telefoni in Apple Inc spori # Apple proti HTC
V marcu 2010 je Apple Inc je vložil pritožbo na Mednarodne trgovinske komisije ZDA, trdijo da HTC krši 20. njenih patentov, ki zajema vidike iPhone uporabniškega vmesnika in strojne opreme. HTC se ni strinjal z ukrepi, zato je Apple ponovil svojo zavezanost k ustvarjanju inovativne pametne telefone. HTC je tudi vložil pritožbo zoper Apple zaradi kršitve 5. njenih patentov in zahteva, da prepove uvoz izdelkov Apple v ZDA iz proizvodnih obratov v Aziji. Apple je nato razširil svojo prvotno pritožbo, ki je dodal še dva patenta.
10. novembra 2012 sta Apple in HTC dosegla licenčni sporazum o 10-letni licenčni pogodbi, katera  zajema sedanje in prihodnje patente, ki jih imajo v obeh podjetjih. Določila sporazuma so ostala zaupna.